# Ів Шовен
 Ів Шовен  (фр. Yves Chauvin, 10 жовтня 1930, Менен, Бельгія — 28 січня 2015) — французький хімік, лауреат Нобелівської премії з хімії 2005 року.

## Біографія
Шовен народився в Бельгії, звідки його батьки в 1939 році переїхали до французького міста Тур. У 1954 році закінчив Ліонську Вищу школу фізики, хімії та електроніки.
З 1960 року працював тільки у Французькому інституті нафти (IFP), що в Рюей-Мальмезоні на різних посадах: інженер, завідувач сектором, лабораторію молекулярного каталізу. У 1991 році став директором інституту з наукової роботи. Після виходу на пенсію займає посаду почесного директора цього інституту.
У 2005 році Шовен разом з американцями Роберт Граббсом та Річардом Шроком одержав Нобелівську премію "за внесок у розвиток методу метатези в органічному синтезі". Дослідження метатеза олефінів проводилися Шовеном у 1970-ті роки. Ів Шовен, незважаючи на попередню заяву про можливу відмову від нагороди , все ж таки прийняв її. 

Ще у 1990 році він уперше застосував іонні рідини для двофазового каталізу .
Шовен є почесним науковим директором Французького нафтового інституту і членом Французької академії наук. У 2005 році він був удостоєний ордена «За заслуги».

## Найважливіші публікації
- A. Martinato, Y. Chauvin und G. Lefebvre: Kinetic aspects of the "period of adjustment" during polymerization (of propylene) with titanium trichloride-triethylaluminium. In: Compt. Rend. Band 258, Nr. 17, 1964, S. 4271–4273.
- M. Uchino, Y. Chauvin und G. Lefebvre: Dimerization of propylene by nickel complexes. In: Compt. Rend. C. Band 265, Nr. 2, 1967, S. 103–106.
- J. L. Herisson und Y. Chauvin: Catalysis of olefin transformations by tungsten complexes. II. Telomerization of cyclic olefins in the presence of acyclic olefins. In: Die Makromolekulare Chemie. Band 141, 1971, S. 161–176. (Dieser Artikel wird aufgrund eines typographischen Fehlers in der Originalpublikation gelegentlich mit 1970 als Jahr der Veröffentlichung zitiert.)
- Y. Chauvin, B. Gilbert und I. Guibard: Catalytic dimerization of alkenes by nickel complexes in organochloroaluminate molten salts. In: Chem. Comm. Band 23, 1990, S. 1715–1716.
- L. Magna, G. P. Niccolai, Y. Chauvin und J.-M. Basset: The importance of imidazolium substituents in the use of imidazolium based room temperature ionic liquids as solvents for palladium catalyzed telomerization of butadiene with methanol. In: Organometallics. Band 22, Nr. 22, 2003, S. 4418–4425.